# Paul-Louis Duparge
Paul-Louis Duparge, né à Vincennes (Val-de-Marne) le 12 mai 1849 et mort à Paris (15e) le 7 novembre 1931, est un général français.

## Biographie
Après avoir passé son baccalauréat, ce fils d'un médecin militaire (médecin-major et officier de la légion d'honneur) intègre l’École spéciale militaire de Saint-Cyr en 1868. Il en sort classé 89e sur 275 pour servir dans les Cuirassiers.
Jeune lieutenant, il fait ses premières armes en 1870-1871 contre la coalition menée par la Prusse, puis dans l'armée de Versailles. Il est nommé au grade de Chevalier de la Légion d'honneur le 26 avril 1871. Après son passage à l'École de cavalerie, il est nommé officier acheteur permanent du dépôt de remonte de Caen (le quartier Lorge), donc responsable des dépôts de remonte (intendance de tout ce qui concerne la cavalerie).
Un colonel juge ainsi le commandant Duparge en 1889 : « Très bel officier […] doué de toutes les qualités maîtresses qui font un vrai chef de cavalerie. Ferme sans être raide avec ses Inférieurs (sic pour la majuscule), soumis avec ses Chefs (re-sic), le modèle des époux, le meilleur des pères, je ne peux exprimer tout le bien que j’en pense », et il ajoute souhaiter « ardemment pour notre arme qu’il arrive haut et vite ».
Devenu colonel en 1897, il dirige la circonscription de remonte de Caen. Promu général de brigade le 28 décembre 1900, il commande la brigade de cavalerie du 13e corps d'armée et les subdivisions de Roanne et de Montluçon.
Duparge acquiert le grade de général de division le 30 mars 1904, et achève sa carrière militaire comme inspecteur général permanent de remonte et membre du Comité technique de cavalerie. Il accède au grade de Commandeur de la Légion d'honneur le 12 juillet 1906. 
Placé en section de réserve le 12 mai 1914, il accède le 11 août, au tout début de la Première Guerre mondiale, au poste de secrétaire général militaire de Raymond Poincaré en « raison de ses excellents services », et s’entoure de « vieux officiers », amis de longue date. L'équipe emmenée par le général Duparge, grand officier de la Légion d’honneur, demeure inchangée pendant toute la durée du conflit (août 1914-fin 1918).
Après la Première Guerre mondiale, Paul-Louis Duparge réside à Paris, où il meurt en 1931.

## Hommages
Le 23 juillet 1936, la rue qui mène à la maison d'arrêt de Caen reçoit le nom de rue Général-Duparge,.